# 艾滋病重估运动

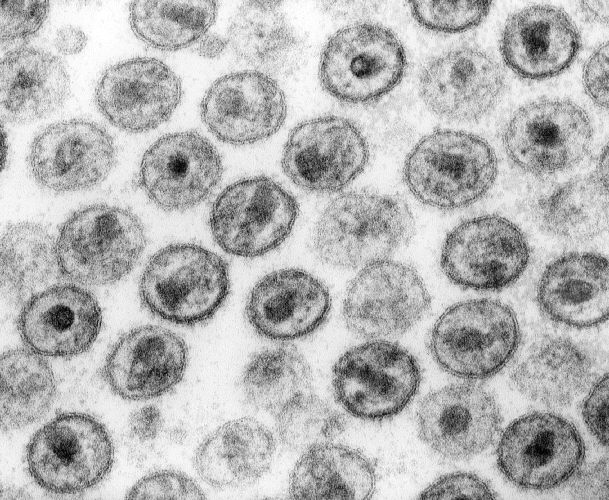
穿透式電子顯微鏡下的 人類免疫缺陷病毒。艾滋病否定主义者 爭論人類免疫缺陷病毒的存在與或其對後天免疫缺乏症候群的關聯性。

艾滋病重估运动（英語：AIDS reappraisal movement），或艾滋病异见组织（AIDS dissident movement，又或艾滋病否定主义（HIV/AIDS denialism）是一种对认为人類免疫缺乏病毒（HIV）是导致後天免疫缺乏症候群（艾滋病）的说法持否认、质疑的态度的运动，尽管这一说法已有充分的科学证据支持。
目前科学界的共识是，人类免疫缺陷病毒是导致艾滋病的原因的证据已有定论并无争议，而否认艾滋病毒和艾滋病的说法则为基于阴谋论、错误推理、单方论证和对过时研究误读的伪科学。随着科学界对这些论点的拒绝，现在该运动的受众转向了科学水平较低的人士，并且相关材料主要是在互联网上传播。

## 對愛滋病的質疑
他们以很多形式对HIV提出质疑，例如：
- HIV不存在；
- HIV是一种无害的逆转录酶病毒；
- HIV确实存在，并可能引起艾滋病，但是没有证实；
- HIV确实存在，但是不会引起艾滋病：是其他的因素引发艾滋病的；
- HIV确实存在，但是不会引起艾滋病：艾滋病不是传染病；
- HIV确实存在，但是不会引起艾滋病：是其他的传染因素和非传染因素共同作用引起艾滋病的；
- HIV确实存在，并可能引起艾滋病，但是必须与其他因素相互作用；
- HIV确实存在，艾滋病也确实存在，但是病人的免疫系统被药物治疗更大程度的摧毁，且病人被要求终生服药，一旦停药就会产生不良反应；
- 艾滋病是由艾滋病药物引起的，艾滋病不过是由腐败的药物公司、科学家和医生提出的骗人的幌子；

这些声明通常受到并引发来自很多科学社区的抵制、挑战和敌意，他们把艾滋病否认主义人士称为是不顾有关HIV在艾滋病中起作用的证据，并以一种不负责任的态度通过他们的持续活动威胁公共卫生。否认主义者则认为当前基于HIV的治疗艾滋病的方法只会导致不精确的诊断、心理恐惧、毒性治疗以及一系列的公共资源的浪费。这场源于1980年代并持续到现在的争论已经引起了双方相互的敌对情绪。

## 延伸閱讀
- Fourie, P. . Palgrave Macmillan. 2006. ISBN 0230006671.
- Steinberg, J. . New Scientist. 23 June 2009  [25 December 2009]. （原始内容存档于2 January 2010）. 参数|magazine=与模板{{cite news}}不匹配（建议改用{{cite magazine}}或|newspaper=） (帮助)
- Nicoli Nattrass: The AIDS Conspiracy: Science Fights Back: New York: Columbia University Press: 2012.

## 外部連結
- National Institute of Allergy and Infectious Diseases pages on the HIV-AIDS connection （页面存档备份，存于） and evidence that HIV causes AIDS （页面存档备份，存于）
- Series of articles in Science magazine examining denialist claims （页面存档备份，存于）
- Avert.org: Evidence that HIV causes AIDS （页面存档备份，存于）
- AidsTruth.org, an organization that advocates against AIDS denialism